# Harco Theodorus Hora Siccama

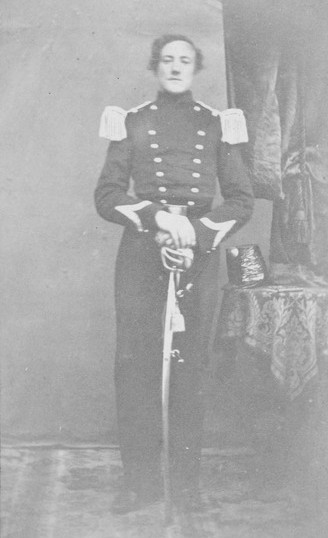
Harco Theodorus Hora Siccama, rond 1860

Jhr. Harco Theodorus Hora Siccama (Den Haag 9 augustus 1842, Den Haag 1 oktober 1921)een lid van de adellijke familie Siccama, was een Nederlands waterbouwkundige, hoofd openbare werken in Demerara en gemeenteraadslid in Den Haag.

## Familie en opleiding
Zijn ouders zijn Jhr. Otto Willem Hora Siccama (1805-1879), president Algemene Rekenkamer en Jkvr. Petronella Anna Maria Catharina van Capellen, dochter van viceadmiraal Jhr. Theodorus Frederik van Capellen.  
Het is niet precies bekend waar hij zijn opleiding gehad heeft,  maar vermoedelijk was dat aan de Koninklijke Militaire Academie in Breda. Na deze opleiding ging hij in de rang van "élève-ingenieur" naar Java om daar aan de eerste spoorweg aldaar te werken.Dit was het traject Semarang - Jogjakarta (geopend in 1867). Om gezondheidsredenen keerde hij al in 1867 terug naar Nederland. Op de terugweg maakte hij een stop in Egypte om de werken van de aanleg van het Suezkanaal te bezoeken. Hij schreef hierover een nota: "Over den toestand der werken van het Suez-kanaal".

## Engeland
Hij is naar Engeland getrokken, waar hij in 1867 examen deed om de titel "Associate Member of the Institution of Civil Engineers" te krijgen. In deze periode schreef hij een aantal weken.
- 1865 - Het gedrag van getijrivieren, met als voorbeeld de Tiber[6]

- 1868 - Het gebruik van water bij de uitgraving van aardwerken (dit was gebaseerd op zijn ervaring bij het grondverzet in Nederlands-Indië) Dit werk is ook vertaald door het Koninklijk Instituut van Ingenieurs (KIvI) in het Nederlands.
- 1873 - Verhandeling over het gebruiken van een catamaran met zeil, zoals gebruikt door de vissers op kust van Coromandel.
- 1880 verhandeling over de delta van Rijn en Maas en de daar uitgevoerde werken[7]

Na zijn terugkeer in Nederland (na 1885) bleef hij als corresponderend lid van de Institution of Civil Engineers, en publiceerde
- 1906 De Nederlandse kustverdediging[8]
- 1910 Correspondentie over de watervoorziening van Sheffield[9]

## Brits-Guyana
In 1878 kreeg hij een aanstelling als "government hydraulic engineer" in Brits-Guyana. Hij meet zich hier de titel "baron"aan. Hij heeft een aantal studies gedaan die ook in druk zijn verschenen, zoals:
- riolering en waterlozing van de stad Georgetown
- de drempel van de Demarara-rivier en de haven van Georgetown
- ontwerp van een sluis in de Boerasirie kreek in Guyana
- de waterlozing van de westkust van Berbice
- Het ontwerp van het gerechtsgebouw[10]
- de verdediging van de westkust van Demarara tegen de zee[11]

Tijdens zijn verblijf in Brits-Guyana heeft hij ook een advies gemaakt voor de waterhuishouding van Belize-stad in het toenmalige Brits-Honduras. Hij stelt met name voor om meer bergingsgebieden te maken, en vooral de kanalen goed te onderhouden; het scheen hem toe dat dit in de jaren daarvoor nauwelijks was gedaan. 
In 1884 vertrekt hij op verzoek van het Engelse gouvernement naar Kingstown, St. Vincent om te onderzoeken hoe de wateraanvoer aar die stad verbeterd zou kunnen worden. Naar aanleiding van dit rapport werd ir. Van Eelde gevraagd dit verder uit werken. Ook bezocht hij in dat jaar San Fernando op Trinidad om de afwatering van San Fernando te verbeteren. Het advies daar was eigenlijk ongeveer hetzelfde: creëer meer berging en onderhoud de watergangen.

## Secretaris van de koning voor Nijverheidszaken
Na terugkeer in Nederland werd hij benoemd tot particulier secretaris van Koning Willem III voor  Waterstaat, Handel, Nijverheid en Spoorwegen. De relatie tussen Siccama en de koning was blijkbaar heel goed, gezien deze benoeming direct na terugkeer. In 1876 was zijn vader (en ook zijn nakomelingen) in de adelstand verheven. In 1877 verschijn in de Staatscourant een lijst waarin an zijn vader en zijn wettige nakomelingen het predicaat Jonkheer wordt gegeven overigens is in deze lijst Siccama achternaam en wordt Haro gezien als voornaam. Overigens wordt bij de notaris de functie van particulier secretaris niet gezien als een betrekking, maar meer als een functie, in een boedelscheidingsakte van 1877 wordt hij vermeld als "particulier". Zijn activiteiten voor een haven bevielen de koning ook, want daarom werd hij in januari 1886 benoemd tot officier der orde van de Eikenkroon, als blijk "van Zr. Ms. ingenomenheid met het door hem ontworpen plan". in Jan 1889  wordt hij benoemd tot ridder 4e klasse van de Orde van de Gouden Leeuw van Nassau.

## Haven van Scheveningen

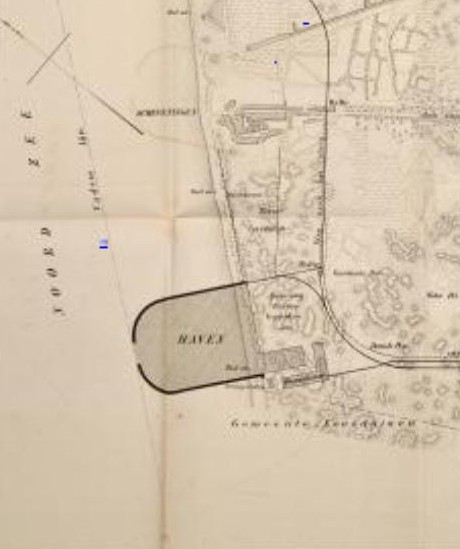
Ontwerp uit 1874

In 1874 kwam hij met een plan voor de aanleg van een haven bij Scheveningen. Dit was een haven die in zijn geheel buiten de duinenrij lag. Een aantal jaren werd hij gemeenteraadslid, en heeft toen het plan, in iets andere vorm, weer onder de aandacht gebracht. Het werd door de raad ondersteund en er werd geld beschikbaar gesteld voor nader onderzoek.  
In 1886 is het plan omgewerkt door Conrad (zijn bezwaar tegen het oorspronkelijke plan was dat alleen een buitenhaven te gevaarlijk was bij storm) en besproken in een vergadering van het  KIvI. De regering ging niet akkoord met de plannen, met name waren er problemen vanuit Defensie, men wilde geen militair doelwit zo dicht bij de Residentie. In maart 1886 trok hij dan ook zijn concessie aanvraag in, omdat er niet voldaan kon worden aan eisen van de overheid. Er verschijnen in de loop der tijd steeds meer plannen voor een haven. In 1889 is er wederom een discussie bij het KIvI over deze kwestie, In november 1889 verschijnt in De Ingenieur een artikel waarin de discussie tot dan toe wordt samengevat. 
Een ingezonden stuk in de Telegraaf van 1897 klaagt over de besluiteloosheid hierover.
In de KivI-vergadering van 13 juni 1889 hield Siccama een voordracht deze haven. Hij noemde toen in den aanhef van zijn rede het havenvraagstuk van Scheveningen: "een onderwerp, dat mij niet anders dan teleurstelling en verdriet heeft opgeleverd."
In het volgende jaar 1890 hield ir. J. van der Vegt, het enige overgebleven technisch lid van Staatscommissie die hier onderzoek naar deed, een lezing bij het KIvI. Dit was het einde van Siccama's plannen en daarmede eindigde ook van lieverlede zijn betekenis als publiek persoon. In 1895 komt Felix Ortt met een nieuw plan, waarin nogmaals het plan van Siccama uitgebreid besproken wordt.

## Varia
Hij was ook actief lid van de Vereniging voor lijkverbranding, heeft het Dagblad voor Zuid-Holland mede opgericht en heeft een 15e-eeuwse maliënkap aan het Haagse Nederlands Museum geschonken.
- International Standard Name Identifier: 0000 0003 9351 1012
- Virtual International Authority File: 287757092